# 電擊小說大獎
電擊小說大獎（日语：／ Dengeki shōsetsu taishō）是日本出版社角川公司主辦的小說獎。電擊小說大獎以輕小說書系新人獎投稿數量最多為榮（第20屆（2013年度）作品總數達6554部為歷屆之冠）。得獎作品會在電擊文庫出版，包括阿智太郎、上遠野浩平、高畑京一郎、古橋秀之、渡瀨草一郎等名作家得獎的作品都藉以出版。此外，秋山瑞人、時雨澤惠一、鎌池和馬等人的投稿作品雖未得獎，但也獲出版並成為暢銷書。

## 歷史
原本作為Media Works「電擊遊戲三大獎」之一的【電擊遊戲小說大獎】，在第11屆（2004年度）後隨著「電擊遊戲三大獎」改名為「電擊三大獎」而一同更名為【電擊小說大獎】。2013年，ASCII Media Works併入KADOKAWA，電擊小說大獎由其續辦。
電擊小說大獎（小說部門）、電擊插圖大獎（插圖部門）和電擊漫畫大獎（漫畫部門）通常被稱為「電擊大獎」。

## 獎項
主要獎項為大獎、金賞、銀賞：
- 大獎：正賞+副賞可得300萬日圓
- 金賞：正賞+副賞可得100萬日圓
- 銀賞：正賞+副賞可得50萬日圓
- 評審委員獎勵獎（選考委員奨励賞）、特別獎（特別賞）：可得5萬日圓（1998年第5屆起新增獎項）
- 電擊文庫雜誌獎：正賞+副賞可得50萬日圓（2008年第15屆起新增獎項）
- Media Works文庫獎：正賞+副賞可得100萬日圓（2009年第16屆起新增獎項）
- 讀者獎：由讀者投票，得獎作品可獲電擊文庫雜誌刊登並由電擊文庫出版單行本（2018年第25屆起新增獎項）

## 評審委員
- 高千歲遙（第1〜3屆）
- 林海象（第1〜3屆）
- 矢野徹（第1〜3屆）
- 角川歷彥（第1屆）[註 3]
- 佐藤辰男（第2〜13屆、第22〜24屆）[註 4][註 5][註 6]
- 安田均（第3〜13屆）
- 伊藤和典（第5屆）
- 廣井王子（第5〜9屆）
- 深澤美潮（第5〜10屆）
- 松本悟（第7〜8屆）
- 鈴木一智（第8屆〜）[註 7][註 8][註 9][註 10][註 11]
- 高畑京一郎（第10〜24屆）
- 佐藤龍雄（第14〜24屆）
- 時雨澤惠一（第14〜24屆）
- 豐島雅郎（第14〜17屆）[註 12]
- 德田直巳（第19〜21屆）[註 13][註 14]
- 佐藤達郎（第19屆〜24屆）[註 15]
- 荒木美也子（第20〜22屆）[註 16]
- 三木一馬（第22屆）[註 17]
- 神康幸（第23屆〜）[註 18]
- 和田敦（第23〜24屆）[註 19]
- 三雲岳斗（第25屆～）
- 高林初（第25屆～）
- 三上延（第26屆～）
- 吉野弘幸（第26屆～）
- 湯淺隆明（第26屆～）[註 20]
- 小原信治（第27屆～）

## 得獎作品
- 出版時名稱有變更者，出版時的書名或作者筆名以表示
- 未有中文書名以日文原名表示

### 第1屆至第12屆
| 1994年 第1屆  | 大賞                                               | 金賞                                    | 銀賞                                             |                                                            |  |  |
| ------------- | -------------------------------------------------- | --------------------------------------- | ------------------------------------------------ | ---------------------------------------------------------- |  |  |
| 1994年 第1屆  | （） 土門弘幸 著                                   | 高畑京一郎 著                           | （） 中里融司 著                                 |                                                            |  |  |
| 1994年 第1屆  |                                                    | 坪田亮介 著                             |                                                  |                                                            |  |  |
| 1995年 第2屆  | 大賞                                               | 金賞                                    | 銀賞                                             |                                                            |  |  |
| 1995年 第2屆  | 古橋秀之 著                                        |                                         | 成重尚弘 著                                      |                                                            |  |  |
| 1995年 第2屆  | 茅本有里 著                                        |                                         |                                                  |                                                            |  |  |
| 1996年 第3屆  | 大賞                                               | 金賞                                    | 銀賞                                             |                                                            |  |  |
| 1996年 第3屆  |                                                    | 川上稔 著                               | HOROGRAM SEED 雅彩人 著                          |                                                            |  |  |
| 1996年 第3屆  | 栗府二郎 著                                        | 天羽沙夜 著                             |                                                  |                                                            |  |  |
| 1997年 第4屆  | 大賞                                               | 金賞                                    | 銀賞                                             |                                                            |  |  |
| 1997年 第4屆  | 上遠野浩平 著                                      | 橋本紡 著                               | 阿智太郎                                         |                                                            |  |  |
| 1998年 第5屆  | 大賞                                               | 金賞                                    | 銀賞                                             | 評審委員特別獎                                             |  |  |
| 1998年 第5屆  |                                                    | （） 白井信隆 著                        | 三雲岳斗 著                                      | 將花束獻給月亮與妳 志村一矢 著 東立出版社代理              |  |  |
| 1998年 第5屆  |                                                    | 七海純 著                               |                                                  |                                                            |  |  |
| 1999年 第6屆  | 大賞                                               | 金賞                                    | 銀賞                                             |                                                            |  |  |
| 1999年 第6屆  | （） 円山夢久 著                                   | 中村恵里加 著                           | （） 一色銀河 著                                 |                                                            |  |  |
| 2000年 第7屆  | 大賞                                               | 金賞                                    | 銀賞                                             | 評審委員特別獎                                             |  |  |
| 2000年 第7屆  |                                                    | 佐藤ケイ 著                             | （） 三枝零一 著                                 | 御堂彰彦 著                                                |  |  |
| 2000年 第7屆  | （） 渡瀬草一郎 著                                 |                                         | 海羽超史郎 著                                    |                                                            |  |  |
| 2001年 第8屆  | 大賞                                               | 金賞                                    | 銀賞                                             | 評審委員特別獎                                             |  |  |
| 2001年 第8屆  | （） 田村登正 著                                   |                                         | （惡魔同盟 魔法相機） うえお久光 著 台灣角川代理 | （） 高橋弥七郎 著                                         |  |  |
| 2001年 第8屆  |                                                    | （） 有沢まみず 著                      | （） 鈴木鈴 著                                   |                                                            |  |  |
| 2002年 第9屆  | 大賞                                               | 金賞                                    | 銀賞                                             | 評審委員特別獎                                             |  |  |
| 2002年 第9屆  | （琦莉 死者沉眠於荒野） 壁井ユカコ 著 台灣角川代理 | 七姫物語 高野和 著 台灣角川代理         |                                                  | sharp edge -knife which charms dutterfly- （シャープ・エッジ stand on the edge） 坂入慎一 著 |  |  |
| 2002年 第9屆  |                                                    | Baccano! 成田良悟 著 台灣角川代理       | （） 神野淳一 著                                 |                                                            |  |  |
| 2003年 第10屆 | 大賞                                               | 金賞                                    | 銀賞                                             | 審査員奨励賞                                               |  |  |
| 2003年 第10屆 | 鹽之街 Wish on my precious 有川浩 著 台灣角川代理  | 我家有個狐仙大人 柴村仁 著 台灣角川代理 | 學姐與我 沖田雅 著 尖端代理                      | （） 水瀬葉月 著                                           |  |  |
| 2003年 第10屆 |                                                    |                                         | （） 雨宮諒 著                                   |                                                            |  |  |
| 2004年 第11屆 | 大賞                                               | 金賞                                    | 銀賞                                             | 評審委員特別獎                                             |  |  |
| 2004年 第11屆 | （） 七飯宏隆 著                                   | （） 長谷川昌史 著                      | 結城充孝 著                                      | （） 白川敏行 著                                           |  |  |
| 2005年 第12屆 | 大賞                                               | 金賞                                    | 銀賞                                             | 評審委員特別獎                                             |  |  |
| 2005年 第12屆 | 小河正岳 著                                        | 来楽零 著                               | 狼與辛香料 支倉凍砂 著 台灣角川、新经典文化代理  | （） 御伽枕 著                                             |  |  |
| 2005年 第12屆 |                                                    | 火目的巫女 杉井光 著 台灣角川代理       |                                                  |                                                            |  |  |

### 第13屆至第24屆
| 2006年 第13屆 | 大賞                                                        | 金賞                                        | 銀賞                                           |                                   |                |                       |
| ------------- | ----------------------------------------------------------- | ------------------------------------------- | ---------------------------------------------- | --------------------------------- | -------------- | --------------------- |
| 2006年 第13屆 | 角鴞與夜之王 紅玉伊月 著 台灣角川、天闻角川代理             | 超人家族一家和樂!? 橋本和也 著 台灣角川代理 | （） 樹戸英斗 著                               |                                   |                |                       |
| 2006年 第13屆 | （扉之外） 土橋真二郎 著 台灣角川代理                       |                                             |                                                |                                   |                |                       |
| 2007年 第14屆 | 大賞                                                        | 金賞                                        | 銀賞                                           | 評審委員特別獎                    |                |                       |
| 2007年 第14屆 | （放課後百物語） 峰守ひろかず 著                            | 水鏡希人 著                                 | （） 瀬那和章 著                               | 夏海公司 著                       |                |                       |
| 2007年 第14屆 | （放課後百物語） 峰守ひろかず 著                            | 水鏡希人 著                                 | （） 高遠豹介 著                               | 夏海公司 著                       |                |                       |
| 2008年 第15屆 | 大賞                                                        | 金賞                                        | 銀賞                                           | 評審委員特別獎                    | 電擊文庫雜誌獎 |                       |
| 2008年 第15屆 | 加速世界 川原礫 著 台灣角川、天闻角川代理                   | 平行戀人 （） 著 台灣角川、天闻角川代理     | 東京吸血鬼金融 真藤順丈 著 東立出版社代理      | （） 山口幸三郎 著                | 鷹羽知 著      |                       |
| 2008年 第15屆 |                                                             |                                             | 蘿球社！ 蒼山サグ著 台灣角川代理               |                                   | 丸山英人著     |                       |
| 2009年 第16屆 | 大賞                                                        | 金賞                                        | 銀賞                                           | 評審委員特別獎                    | 電擊文庫雜誌獎 | Media Works文庫獎     |
| 2009年 第16屆 | 幕末魔法士 ～Mage Revolution 田名部宗司 著 台灣角川代理     | 美奈川護 著                                 | 榎木津無代 著                                  | （） 綾崎隼 著                    | 著             | 著                    |
| 2009年 第16屆 |                                                             |                                             |                                                | 菱田愛日 著                       |                | （） 著               |
| 2010年 第17屆 | 大賞                                                        | 金賞                                        | 銀賞                                           |                                   | 電擊文庫雜誌獎 | Media Works文庫獎     |
| 2010年 第17屆 | 多宇部貞人 著                                               | 広沢サカキ 著                               | （打工吧！魔王大人） 著 台灣角川、天闻角川代理 |                                   | 著             | （） 浅葉なつ 著      |
| 2010年 第17屆 |                                                             | 蝉川タカマル 著                             | （） 兎月山羊 著                               |                                   |                | （） （） 著          |
| 2010年 第17屆 |                                                             |                                             |                                                |                                   | 仲町六絵 著    |                       |
| 2011年 第18屆 | 大賞                                                        | 金賞                                        | 銀賞                                           | 評審委員特別獎                    | 電擊文庫雜誌獎 | Media Works文庫獎     |
| 2011年 第18屆 | （） 著                                                     | 聴猫芝居 著                                 | 著                                             | （） （） 著                      | 著             | エドワード・スミス 著 |
| 2011年 第18屆 |                                                             |                                             | 来田志郎 著                                    |                                   |                | （） 成田名璃子 著    |
| 2012年 第19屆 | 大賞                                                        | 金賞                                        | 銀賞                                           | 評審委員特別獎                    | 電擊文庫雜誌獎 | Media Works文庫獎     |
| 2012年 第19屆 | 著                                                          | （我將在明日逝去，而妳將死而復生） 著       | 著                                             | 著                                | （） 著        | （） 著               |
| 2012年 第19屆 | （） 著                                                     | （A子與【透】與社團時間） 著 東販代理       |                                                |                                   |                |                       |
| 2013年 第20屆 | 大賞                                                        | 金賞                                        | 銀賞                                           | 20回記念特別獎                    | 電擊文庫雜誌獎 | Media Works文庫獎     |
| 2013年 第20屆 | 從零開始的魔法書 （） 著 台灣角川代理                       | （） 著                                     | 著                                             | 著                                | 著             | （） 著               |
| 2013年 第20屆 | 博多豚骨拉面团 著 台灣角川代理                              | （） 著                                     | （） 著                                        |                                   |                |                       |
| 2014年 第21屆 | 大賞                                                        | 金賞                                        | 銀賞                                           |                                   | 電擊文庫雜誌獎 | Media Works文庫獎     |
| 2014年 第21屆 | （） 著                                                     | 著                                          | （） （） 著                                   |                                   | （） 著        | 著                    |
| 2014年 第21屆 | （） 著                                                     |                                             | 著                                             |                                   |                |                       |
| 2014年 第21屆 |                                                             | （） （） 著                                |                                                |                                   |                |                       |
| 2015年 第22屆 | 大賞                                                        | 金賞                                        | 銀賞                                           |                                   | 電擊文庫雜誌獎 | Media Works文庫獎     |
| 2015年 第22屆 | （） 著 台灣角川代理                                        | （瓦爾哈拉的晚餐） 著 台灣角川代理          | （） 著                                        |                                   | 著             | 著                    |
| 2015年 第22屆 | 著                                                          | （）（喜歡本大爺的竟然就妳一個？） 著       | （） （）著                                    |                                   |                |                       |
| 2016年 第23屆 | 大賞                                                        | 金賞                                        | 銀賞                                           | 評審委員獎勵獎                    | 電擊文庫雜誌獎 | Media Works文庫獎     |
| 2016年 第23屆 | 86-エイティシックス- （86－不存在的戰區－） 著 台灣角川代理 | （賭博師從不祈禱） 著 台灣角川代理          | （閃偶大叔與幼女前輩） 著 台灣角川代理         | 著                                |                | 著                    |
| 2016年 第23屆 | （妳在月夜裡閃耀光輝） 著 台灣角川代理                      |                                             | （） 著                                        | （將愛拒於門外） 著 台灣角川 代理 |                |                       |
| 2017年 第24屆 | 大賞                                                        | 金賞                                        | 銀賞                                           | 評審委員獎勵獎                    | 電擊文庫雜誌獎 | Media Works文庫獎     |
| 2017年 第24屆 | （魔法使塔塔） 著 台灣角川代理                              | Hello,Hello and Hello 著 台灣角川代理       | （食鏽末世錄） 著 台灣角川代理                 | （） （）著                       |                | （） （）著           |
| 2017年 第24屆 | （）（天空上的永恆約定） （こがらし輪音）著 台灣角川代理    | 著                                          |                                                |                                   |                |                       |

### 第25屆至今
| 2018年 第25屆 | 大賞                                                           | 金賞                                                      | 銀賞                                                       | 評審委員獎勵獎                              | 電擊文庫雜誌獎 | Media Works文庫獎                                                         | 讀者獎（第25屆紀念投票企劃） |
| ------------- | -------------------------------------------------------------- | --------------------------------------------------------- | ---------------------------------------------------------- | ------------------------------------------- | -------------- | ------------------------------------------------------------------------- | ---------------------------- |
| 2018年 第25屆 | （從缺）                                                       | 著                                                        | （→ （叛亂機械—「白檀式」水無月的重開機—） 著 台灣角川代理 | （相遇之時、盛開之花） 青海野灰 著 三采代理 | 木田寒朗 著    | （→） 村谷由香里 著                                                       | 著                           |
| 2018年 第25屆 |                                                                |                                                           | （→） 著                                                   | 著                                          |                | （吹井賢） 著                                                             |                              |
| 2018年 第25屆 |                                                                |                                                           | （→） 野宮有 著                                            |                                             |                |                                                                           |                              |
| 2019年 第26屆 | 大賞                                                           | 金賞                                                      | 銀賞                                                       | 評審委員特別獎                              |                | Media Works文庫獎                                                         |                              |
| 2019年 第26屆 | （聲優廣播的幕前幕後） 二月公 著 台灣角川代理                  | （豬肝記得煮熟再吃） 境居卓真（逆井卓馬） 著 台灣角川代理 | （→） 小林照（小林湖底） 著                                | （→） 酒場御行 著                           |                | （→即使，這份戀情今晚就會從世界上消失） 一条岬 著 平裝本 出版社代理       |                              |
| 2019年 第26屆 |                                                                |                                                           | （→） 六導烈火（陸道烈夏） 著                              | （→） 池田明季哉 著                         |                |                                                                           |                              |
| 2020年 第27屆 | 大賞                                                           | 金賞                                                      | 銀賞                                                       | 評審委員特別獎                              |                | Media Works文庫獎                                                         |                              |
| 2020年 第27屆 | 記憶縫線YOUR FORMA 電索官埃緹卡與機械裝置搭檔 著 台灣角川 代理 | （→） （） 著                                             | （→） 著                                                   | 著                                          |                | （與你相遇在無眠的夢中 ） 著 台灣角川 代理                                |                              |
| 2020年 第27屆 |                                                                |                                                           | 著                                                         |                                             |                | （→） （愿你不会忘却，与我共度的夏天） 国仲真司（ ）著 中国致公出版社出版 |                              |
| 2021年 第28屆 | 大賞                                                           | 金賞                                                      | 銀賞                                                       | 評審委員特別獎                              |                | Media Works文庫獎                                                         |                              |
| 2021年 第28屆 | （公主騎士的小白臉） 著                                        | （→） 著                                                  | （→） 著                                                   | 著                                          |                | 著                                                                        |                              |
| 2021年 第28屆 |                                                                | 著                                                        | （→） 著                                                   | 著                                          |                |                                                                           |                              |
| 2021年 第28屆 |                                                                |                                                           | 著                                                         |                                             |                |                                                                           |                              |
| 2022年 第29屆 | 大賞                                                           | 金賞                                                      | 銀賞                                                       | 評審委員特別獎                              |                | Media Works文庫獎                                                         |                              |
| 2022年 第29屆 | （→複製品的我也會談戀愛。） 著                                 | 著                                                        | （→） 著                                                   | 著                                          |                | （→） 著                                                                  |                              |
| 2022年 第29屆 | 著                                                             |                                                           |                                                            |                                             |                |                                                                           |                              |

## 註解
1. ↑  然而，在募集事項中，允許在其他出版社出版過作品的作家參與。
2. ↑  2005年第12屆起改到電擊漫畫大獎賽，2014年第21屆起回歸電擊大獎。
3. ↑  第1屆時擔任Media Works總經理。
4. ↑  第2〜13屆時擔任Media Works總經理。
5. ↑  第22屆時擔任角川多玩國董事長。
6. ↑  第23屆起擔任角川公司董事長。
7. ↑  第8〜14屆時擔任電擊文庫總編輯。
8. ↑  第15〜16屆時擔任ASCII Media Works第二編輯部部長、統括總編輯。
9. ↑  第17〜20屆時擔任ASCII Media Works董事、第二編輯部統括總編輯。
10. ↑  第21屆時擔任ASCII Media Works副品牌公司長、第二編輯部統括總編輯。
11. ↑  第22屆起擔任ASCII Media Works事業局統括部長。
12. ↑  第14〜17屆時擔任Asmik Ace總經理。
13. ↑  第19屆時擔任電擊文庫總編輯、電擊文庫MAGAZINE總編輯。
14. ↑  第20〜21屆時擔任電擊文庫總編輯。
15. ↑  第19屆起擔任Media Works文庫總編輯。
16. ↑  第20〜22屆時擔任Asmik Ace企劃製作事業本部製作人。
17. ↑  第22屆時擔任電擊文庫總編輯、《電擊文庫雜誌》總編輯。
18. ↑  第23屆起擔任映像製作人、Office Crescendo副總經理。
19. ↑  第23屆起擔任電擊文庫總編輯、文庫製作課總編輯。
20. ↑  第26屆時，擔任電擊文庫總編輯長。

## 外部連結
- 電撃大獎官方網站 （页面存档备份，存于）